# Issa de Nuxar
Issa de Nuxar (em árabe: Isa an-Nuxari), também conhecido como Issa ibne Maomé de Nuxar (em árabe: عيسى النشاري; romaniz.: Isa ibn Muhammad an-Nuxari) ou Issa ibne Muça de Nuxar (Isa ibn Musa an-Nuxari)) foi um comandante abássida e governador de Ispaã em 896–900 e do Egito de 905 até sua morte na primavera de 910.

## Vida

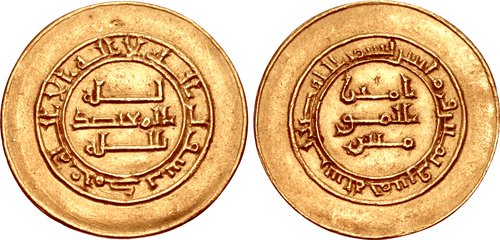
Dinar de ouro do califa abássida Almutadide r.

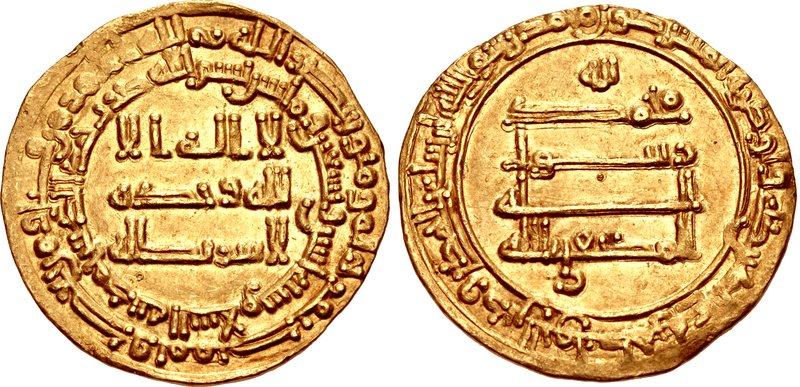
Dinar de ouro do califa abássida Almoctafi r.

Em 896, Issa foi nomeado governador de Ispaã, nominalmente como representante do duláfida Omar ibne Amade, mas na realidade como parte da política do califa abássida Almutadide (r. 892–902) para o restabelecimento do controle direto sobre os domínios duláfidas autônomos no Jibal. Issa participou na caçada pelo duláfida Becre ibne Abedalazize, que liderou uma guerra de guerrilha contra o Califado Abássida. Embora repelido em batalha após um primeiro encontro, no começo da primavera de 897 Issa infligiu uma grande derrota sobre o duláfida, destruindo seu exército e saqueando seu campo. O próprio Becre conseguiu por pouco escapar com alguns apoiantes. Em 26 de janeiro de 898, Issa derrotou outro duláfida, Abu Laila Abedalazize, próximo de Ispaã, conseguindo matá-lo. Em julho de 900, Issa foi reconvocado para Ispaã e nomeado saíbe da xurta em Pérsis. Quando o comandante-em-chefe abássida, Badre, caiu vítima das maquinações do vizir Alcacim em 902, Issa estava entre os associados próximos de Badre que abandonou-o e em vez disso procurou clemência do califa Almoctafi (r. 902–908).
Na batalha de Hama contra os carmatas, em novembro de 903, Issa comandou a guarda do trem de bagagem abássida sob a liderança geral de Maomé ibne Solimão Alcatibe. No ano seguinte, quando Maomé recuperou a Síria e Egito da dinastia tulúnida autônoma, Issa foi nomeado governador do Egito. Seu mandato no Egito foi conturbado desde o começo: dentro de meses, foi forçado a abandonar Fostate e fugir para Alexandria devido a uma rebelião secessionista sob certo Ibraim. Reforços chegaram de Baguedade, mas no final de 905 um exército sob Amade foi derrotado pelo rebelde em Alarixe antes do rebelde ser derrotado. Outra rebelião pró-tulúnida eclodiu em 906 sob certo Maomé ibne Ali Alcalije, o que levou a mais devastação no país em torno de Fostate. Is morreu em maio de 910, e foi enterrado em Jerusalém. Foi sucedido por Taquim, o Cazar